# Cratere Firmico
Firmico, o ufficialmente Firmicus, è un cratere lunare di 56,81 km situato nella parte nord-orientale della faccia visibile della Luna, ad ovest del Mare Undarum e a nordest del cratere Apollonius, di dimensioni simili. A nord di Firmicus si trovano i crateri van Albada e Auzout. A contatto del suo bordo nordoccidentale si trova il Lacus Perseverantiae, un piccolo mare lunare.

Il cratere(in basso) con le strutture vicine in formato selenocromatico

L'aspetto più considerevole di Firmicus è il fondo piatto e scuro. Ha un'albedo simile a quella della superficie del Mare Crisium, il che lo rende distinguibile dalle regioni circostanti. Il fondo non è stato colpito da consistenti impatti successivi, anche se sono visibili alcuni crateri minori. L'orlo esterno di Firmicus è stato lievemente eroso, in particolare lungo il bordo settentrionale, dove è reso quasi invisibili da due piccoli crateri.
Il cratere è dedicato allo scrittore e astrologo latino Giulio Firmico Materno.

## Crateri correlati
Alcuni crateri minori situati in prossimità di Firmicus sono convenzionalmente identificati, sulle mappe lunari, attraverso una lettera associata al nome.
| Firmicus | Coordinate           | Diametro (in km) |
| -------- | -------------------- | ---------------- |
| A        | 6°26′24″N 64°57′36″E | 8,37             |
| B        | 7°18′36″N 65°46′12″E | 17,23            |
| C        | 7°42′36″N 66°27′36″E | 12,95            |
| D        | 5°54′00″N 64°20′24″E | 11,48            |
| E        | 8°04′48″N 63°36′36″E | 9,08             |
| F        | 6°31′48″N 61°45′36″E | 9,24             |
| G        | 6°55′48″N 61°54′00″E | 9,11             |
| H        | 7°26′24″N 60°12′00″E | 7,83             |
| M        | 4°04′48″N 66°39′00″E | 44,25            |